# Tatort: Eine Handvoll Paradies
Eine Handvoll Paradies ist ein Fernsehfilm aus der Kriminalreihe Tatort der ARD, des SRF und des ORF. Der Film des Saarländischen Rundfunks wurde am 7. April 2013 erstmals ausgestrahlt. Es handelt sich um die 869. Tatort-Folge. Für Kriminalhauptkommissar Jens Stellbrink (Devid Striesow) ist es sein zweiter Fall. Unterstützt wird er von Kriminalhauptkommissarin Lisa Marx (Elisabeth Brück) und dem Kriminaltechniker Horst Jordan (Hartmut Volle). Die drei arbeiten der Staatsanwältin Nicole Dubois (Sandra Steinbach) zu. Die Haupt-Gastrollen dieser Folge sind besetzt mit Thomas Kautenburger, Young-Shin Kim, Tim Olrik Stöneberg und Claude-Oliver Rudolph.

## Handlung
Als Rüdiger Sutor, in der Szene bekannt als „Rüde“, Sgt.at Arms des Motorradclubs Dark Dogs, stirbt, geht die Polizei zunächst von einem Bandenkrieg aus, gerade weil auch das Clubhaus vorher mit einer Schnellfeuerwaffe durchsiebt wurde. Nur Kriminalhauptkommissar Jens Stellbrink hat eine andere Idee. Er geht von einem Verbrechen innerhalb der „Familie“, also innerhalb des Clubs, aus. Dabei fällt sein Verdacht auf den Prospect Tim Rowert. Doch stellt sich heraus, dass dieser ein von Staatsanwältin Nicole Dubois eingesetzter V-Mann ist. Dubois versucht Stellbrink aus den Ermittlungen herauszuhalten, woran dieser sich aber nicht stört und weiterhin innerhalb des Clubs ermittelt. Es geht um die neue Designerdroge „Paradise“, stärker als Heroin, Crystal Meth und Crack.
Stellbrink gräbt tiefer und gerät immer wieder in Bedrängnis. Seine Ermittlungen ergeben, dass die Schüsse auf das Clubhaus im Auftrag der Staatsanwältin abgefeuert wurden, um Rowerts Aufnahme zu beschleunigen. Schließlich gerät der V-Mann selbst ins Visier der Rocker-Gang. Doch statt ihn in einer Einöde zu verscharren, erhält er seine Vollmitgliedschaft. Gerade noch rechtzeitig hält Marx Stellbrink auf, der im Begriff war, das Treffen zu sprengen.
Schließlich soll es zur Übergabe der Drogen kommen. Stellbrink wird zum Beschützer von Rowerts Freundin Taya abgestellt. Schnell bemerkt er, dass es sich bei der Übergabe um eine Falle handelt. Doch seine Kollegen hören ihm schon lange nicht mehr zu. So führt er seine weiteren Ermittlungen allein durch. An dem Tag, als Rüdiger Sutor zu Tode kam, wollte er Taya vergewaltigen, stellte jedoch fest, dass es sich bei ihr um eine Kathoey handelt. Taya wusste sich zu wehren und tötete den Rocker in Notwehr. Rowert vertuschte den Mord anschließend.
Stellbrink ist nun klar, dass sich Taya und Rowert in Lebensgefahr befinden. Doch er kommt zu spät, die Gang hat die beiden entführt und ist im Begriff sie in einer abgelegenen Lagerhalle zu exekutieren. Der Kommissar kann die Gang stellen und blufft, um die beiden aus der Gewalt der Rocker zu befreien. Gerade noch rechtzeitig trifft Verstärkung ein. Die Gangmitglieder werden festgenommen.

## Produktionsnotizen
Gedreht wurde die Tatort-Folge „Eine Handvoll Paradies“ vom 5. Juli bis 31. August 2012 in Saarbrücken und Umgebung.
Der Tatort Eine Handvoll Paradies ist eine Produktion der ProSaar Medienproduktion für den Saarländischen Rundfunk und ARD Degeto.

## Rezeption

### Einschaltquote
Die Erstausstrahlung von Eine Handvoll Paradies am 7. April 2013 wurde in Deutschland von insgesamt 8,35 Millionen Zuschauern gesehen und erreichte einen Marktanteil von 23,1 % für Das Erste; in der Gruppe der 14- bis 49-jährigen Zuschauer konnten 2,80 Millionen Zuschauer und ein Marktanteil von 19,6 % erreicht werden.

### Kritiken
Die Süddeutsche Zeitung betitelte den zweiten Saar-Tatort mit Devid Striesow bereits in der Überschrift mit „Gestohlene Lebenszeit“. Die Geschichte sei eine Western-Parodie, die jedoch ihr Ziel verfehle.

„Die Rocker in diesem schlechten Tatort: Karikaturen. So lächerlich grimmig wie die Bösen aus dem Kinderprogramm. Sie werden zum Beispiel "Mutti" genannt und sprechen vom Pullermann, wenn sie übers Gemächt reden. Die Staatsanwältin: eine Karikatur, die Sätze sagt wie die Juristen im Billig-TV: 'Wollen sie mein Urteilsvermögen in Frage stellen?'“

TV Spielfilm zeigte mit dem Daumen zur Seite, was einer mittleren Wertung entspricht, vergab für Humor und Spannung je einen von drei möglichen Punkten, für Action zwei und bemängelte: „Viel heiße Luft – rockt leider überhaupt nicht“. Unter der Überschrift Wie realistisch ist der Rocker-Tatort? setzte sich TV Spielfilm mit der Tatortfolge auseinander. Zu Striesow heißt es: „In überdreht-humoristischer Art und Weise setzt sich Devid Striesow als Saarland-Kommissar Stellbrink mit der fiktiven Rockergang Dark Dogs auseinander.“ Frank I. Aures zog das Fazit: „Die Wikipedia-Rocker-Facts, die die Schauspieler aufsagen müssen, stimmen, ansonsten hat der Film wenig mit der Realität zu tun. Das ist nicht weiter schlimm, nur ein schlechter Fernsehkrimi. Und die verpasste Gelegenheit, ein wichtiges aktuelles Thema zu erklären.“
Rainer Tittelbach von tittelbach.tv meinte, „das Gefälle“ zwischen Stellbrink „und seinen Mitstreiterinnen, Kollegin Lisa Marx, die vor lauter gewollter Lara Croftscher Taffheit kaum eine Miene“ verziehe, und „Staatsanwältin Dubois, die ihre Chefinnen-Penetranz zumindest einen Tick“ zurückgefahren habe, sei „geringer geworden“. Allerdings „nerv[e] nun auch die Hauptfigur immer häufiger“. Ein „einziges Handlungs- & Dialogwirrwarr. Ein vermeintlicher Schmunzelkrimi ohne ein nachvollziehbares komisches Konzept!“ Der Kriminalfilm sei auch „dramaturgisch und spannungstechnisch eine mittlere Katastrophe“. „Lineares Erzählen“ wachse sich „zur chaotischen Nummern-Revue aus“. Man möge dem Film „nach 30 Minuten einfach nicht mehr folgen. Und selbst der Striesow-Bonus verbrauch[e] sich zusehends“. Von sechs möglichen Sternen vergab der Kritiker 2 ½.
Christian Buß bewertete den Film für Spiegel Online und meinte, „organisiertes Verbrechen auf die drollige Tour. Dieser Krimi ist ein weiterer Tiefpunkt beim ‚Tatort‘-Trend zum groben Unfug“. „unverbindlich, flach, infantil“. Weiter schrieb der Kritiker: „Was im ersten Saar-‚Tatort‘ mit Devid Striesow mit dem unbedingten Willen zur Drolligkeit begann, wird hier gnadenlos fortgesetzt. […] Wie unverbindlich, flach, ja infantil dieser Krimi ist, wird einem vor allem bewusst, wenn man ihn mit dem brillanten Rostocker Rocker-‚Polizeiruf‘ aus dem vergangenen Jahr vergleicht. Da gelang es tatsächlich, einigermaßen genau das Milieu nachzuzeichnen und gleichzeitig in die fragile Psyche eines der harten Kerle hinabzusteigen.“